# عبد الله الشريف (شاعر سعودي)
الشريف عبد الله بن محمد بن أحمد آل زهر الرسي الحسني، الشهير بـ عبد الله الشريف، شاعر وأديب سعودي.

## نبذة
هو الشريف عبد الله بن محمد بن أحمد آل زهر من أبناء أسرة آل زهر الأشراف الرسيين الحسنيين، وهذه الأسرة من الأسر الهاشمية المعروفة في عسير، مستقرها الأصلي في الواديين برفيدة قحطان ، بعدما هاجر أجداده من جبل الرس بالقرب من المدينة المنورة في عام 288 هجرية. ولد في الواديين عام 1384هـ، تخرج في الجامعة عام 1407هـ والتحق بالعمل التربوي التعليمي ويعمل حالياً وكيلاً لمتوسطة الواديين.

## حياته الشعرية
بدأ حياته الشعرية في المناسبات الأسرية ثم المشاركة في الأنشطة التعليمية حتى علا صيته وبدأت مشاركاته في المناسبات الرسمية التي تقيمها إمارة منطقة عسير ثم اتسعت دائرة المشاركات حتى شارك في الكثير من المناسبات المختلفة من ذلك:
- المشاركة الدائمة في مهرجان الجنادرية.
- كلمات أوبريت (نبض القلوب) عام 1417هـ
- كلمات أوبريت (موطني) عام 1418هـ
- كلمات أوبريت (عشق الوطن عام 1426هـ
- كلمات أوبريت (نبض المدينة) عند زيارة خادم الحرمين الشريفين للمدينة المنورة.
- كلمات أوبريت (أنشودة ولي العهد) بالاشتراك مع الأمير خالد الفيصل عام 1427هـ
- كلمات أوبريت (رواية) عام 1428هـ
- كلمات مجموعة من الأوبريت منها (نبض الوطن وشذا عسير إلى عسير)

وله مشاركات دولية، حيث شارك في
- مهرجان دبي للتسوق عام 1417هـ

2*شارك مرتان في جمهورية باكستان بمناسبة اليوم الوطني للمملكة والأسبوع الثقافي المشترك.
- شارك مرتان في مهرجان الدوحة الثقافي عام 2007 2008م

## الجوائز
نال على العديد من الجوائز منها:
- جائزة المفتاحة للرواد.
- جائزة المفتاحة لشاعر الإبداع.